# Lire des Deux-Siciles
 (signalé en mai 2025).
Si vous disposez d'ouvrages ou d'articles de référence ou si vous connaissez des sites web de qualité traitant du thème abordé ici, merci de compléter l'article en donnant les références utiles à sa vérifiabilité et en les liant à la section « Notes et références ».
- Archive Wikiwix
- Bing
- Cairn
- DuckDuckGo
- E. Universalis
- Gallica
- Google
- G. Books
- G. News
- G. Scholar
- Persée
- Qwant
- (zh) Baidu
- (ru) Yandex
- (wd) trouver des œuvres sur Wikidata

Pour les articles homonymes, voir Lire (monnaie).
La lire (en italien, lira) est la monnaie officielle du royaume de Naples de 1811 à 1816. Divisée en 100 centesimi, elle est remplacée par le ducat.

## Histoire monétaire
Durant cinq ans, Joachim Murat, devenu roi en 1808, fait fabriquer une nouvelle monnaie pour l'ensemble du royaume. Elle tente d'unifier les différents types de monnaies qui circulaient tant sur le continent que sur l'île de la Sicile, dont deux types de piastres de même valeur. Ainsi dès 1809, Murat avait fait frapper à son effigie une pièce de 3 grana en cuivre et une pièce de 12 carlini en argent pesant 27,53 g, titrant 833 millièmes, et valant un peu plus de 5 francs, ainsi qu'une pièce d'or de 40 franchi pesant 12,87 g à 900 millièmes. Ces émissions s'inscrivaient dans la continuité de l'unité monétaire d'alors, la piastre napolitaine. 
Amarrée au franc Germinal depuis le décret du 19 mai 1811, la nouvelle monnaie est décimale et d'une plus grande simplicité. Cette monnaie était également à parité avec la lire du royaume d'Italie napoléonien. L'unité est la lire d'argent pesant 5 g à 900 millièmes. Cette monnaie eut un certain succès, au point qu'elle circula encore après la chute de Murat, jusqu'en 1818, date à laquelle un décret la remplaça par le ducat des Deux-Siciles.

## Pièces de monnaie

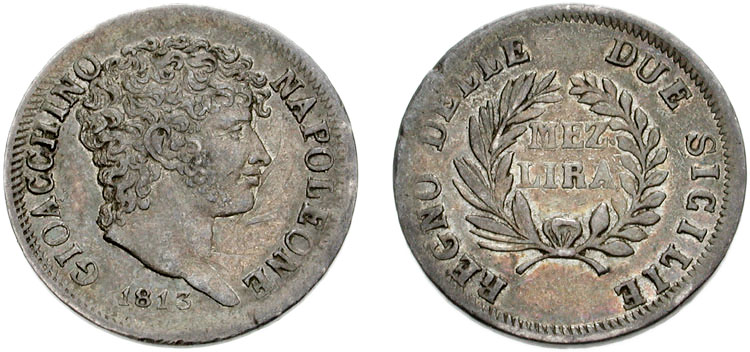
Lire des Deux-Siciles de 1813

Des pièces en cuivre sont frappées de 3, 5 et 10 centesimi.
Des pièces en argent, pour des valeurs de ½, 1, 2, et 5 lires.
Des pièces en or pour des valeurs de 20 et 40 lires.
Toutes ces pièces comportent à l'avers le portrait de Murat avec la légende en italien Gioacchino - Napoleone. Au revers, sont inscrits le montant et la légende Regno delle due Sicile (royaume des Deux-Siciles). Seules deux initiales de graveurs étaient indiquées pour la pré-série, soit Achille Arnaud et Nicola Morghen, mais aucune pour la série en lire. Elles font partie des pièces dites napoléonides.